# Пассери, Джованни Баттиста
Джованни Баттиста Пассери (итал. Giovanni Battista Passeri; ок. 1610, Рим — 22 апреля 1679, Рим) — итальянский художник эпохи барокко: рисовальщик, живописец, гравёр, историограф и поэт.

## Биография
Джованни Баттиста родился в Риме около 1610 года в семье сиенского происхождения. Основные данные о его жизни изложены в биографии, написанной в 1724 году Никола Пио, и известны из примечаний Джованни Людовико Бьянкони к изданию «Жизнеописаний художников…», написанных самим Пассери и посмертно выпущенных в Риме в 1772 году.
Пассери был студентом иезуитского коллегиума в Риме (Collegio Romano), где он, вероятно, также приобрел основные художественные знания. В 1634 году он реставрировал фрески в капелле виллы Альдобрандини во Фраскати вместе с Джованни Анджело Канини, учеником Доменикино. Пассери мог быть учеником самого Доменикино (Доменико Дзампьери), с которым они вместе работали во Фраскати. В 1661 году он написал фрески в Палаццо Дориа-Памфили вместе с фламандцем Франсом де Неве (1606—1688) и его помощником Франческо Пинтинелло.
В 1638 году Пассери стал членом Академии Святого Луки, а в 1641 году — Папской академии изящных искусств и словесности виртуозов при Пантеоне (итал. Pontificia Insigne Accademia di Belle Arti e Letteratura dei Virtuosi al Pantheon), камергером которой был избран в 1663 году. В 1676 году Пассери был рукоположен в священники церкви Санта-Мария-ин-Виа-Лата. Помимо работы фрескиста Пассери писал портреты, жанровые картины и натюрморты.
Племянник Джованни Баттисты — Джузеппе Пассери (1654—1714), живописец, ученик Карло Маратты. Другой Джованни Баттиста Пассери (1694—1780) — учёный-медик, историк искусства и антиквар. Под этой фамилией известны и другие художники, антиквары и меценаты.

## Галерея

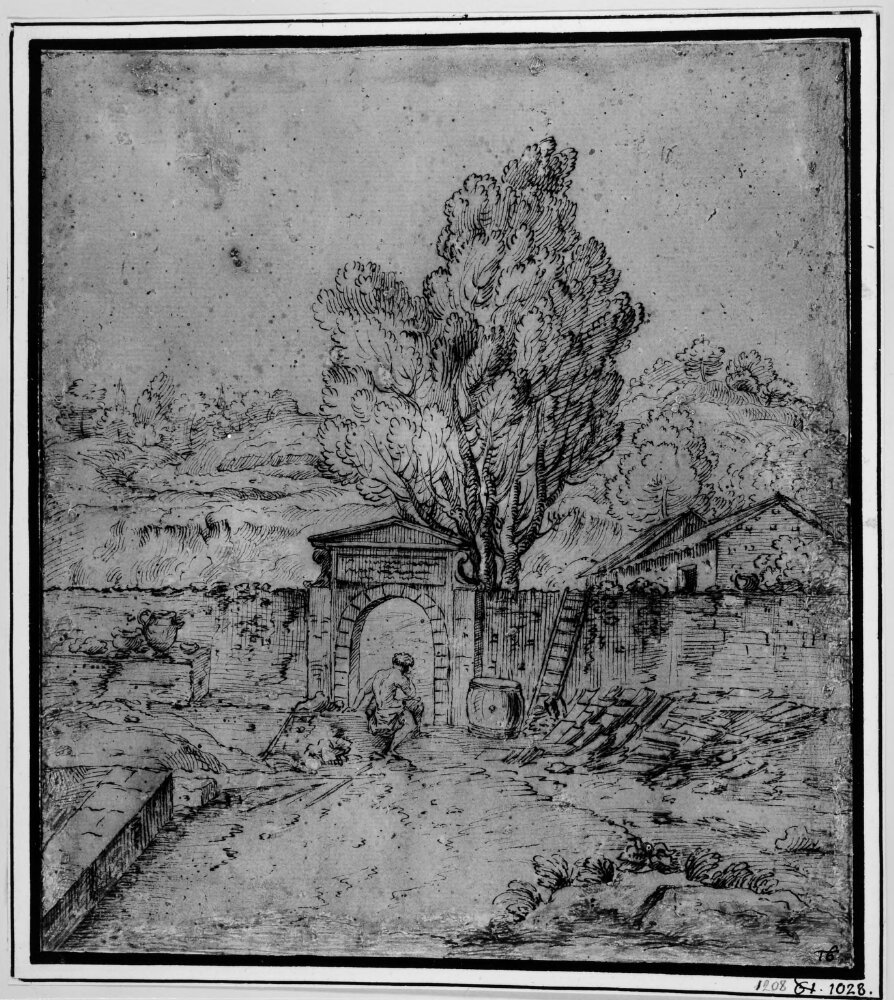
Вид двора. Бумага, перо, тушь. Национальный музей изобразительных искусств, Стокгольм
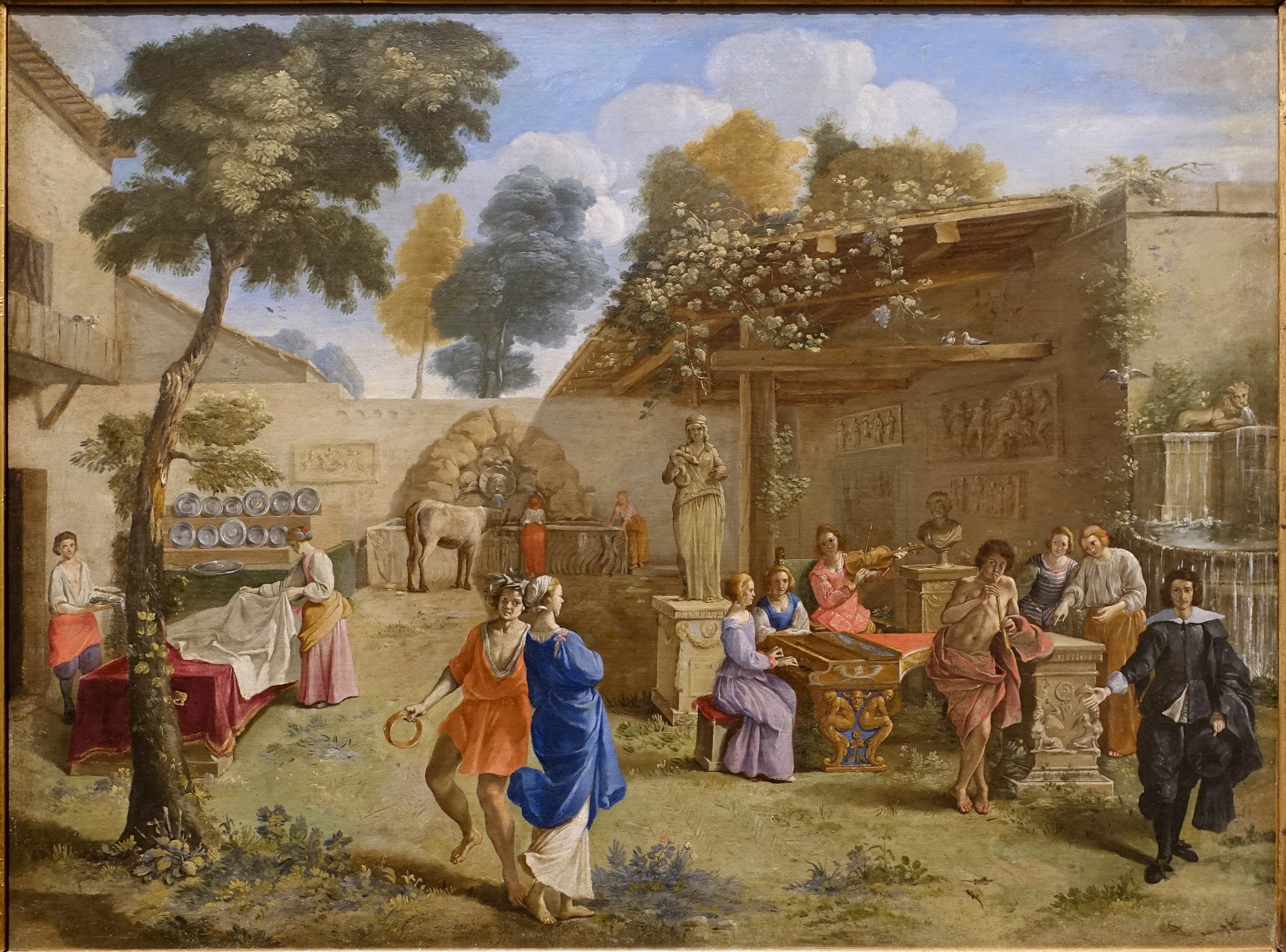
Музицирование в саду. 1640-е гг. Бумага, акварель, гуашь. Блэнтон музей, Остин, Техас, США
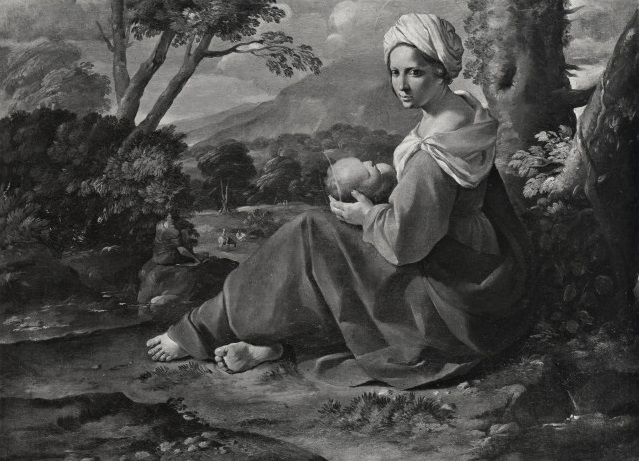
Отдых на пути в Египет. 1650-е гг. Холст, масло. Галерея Дориа-Памфили, Рим
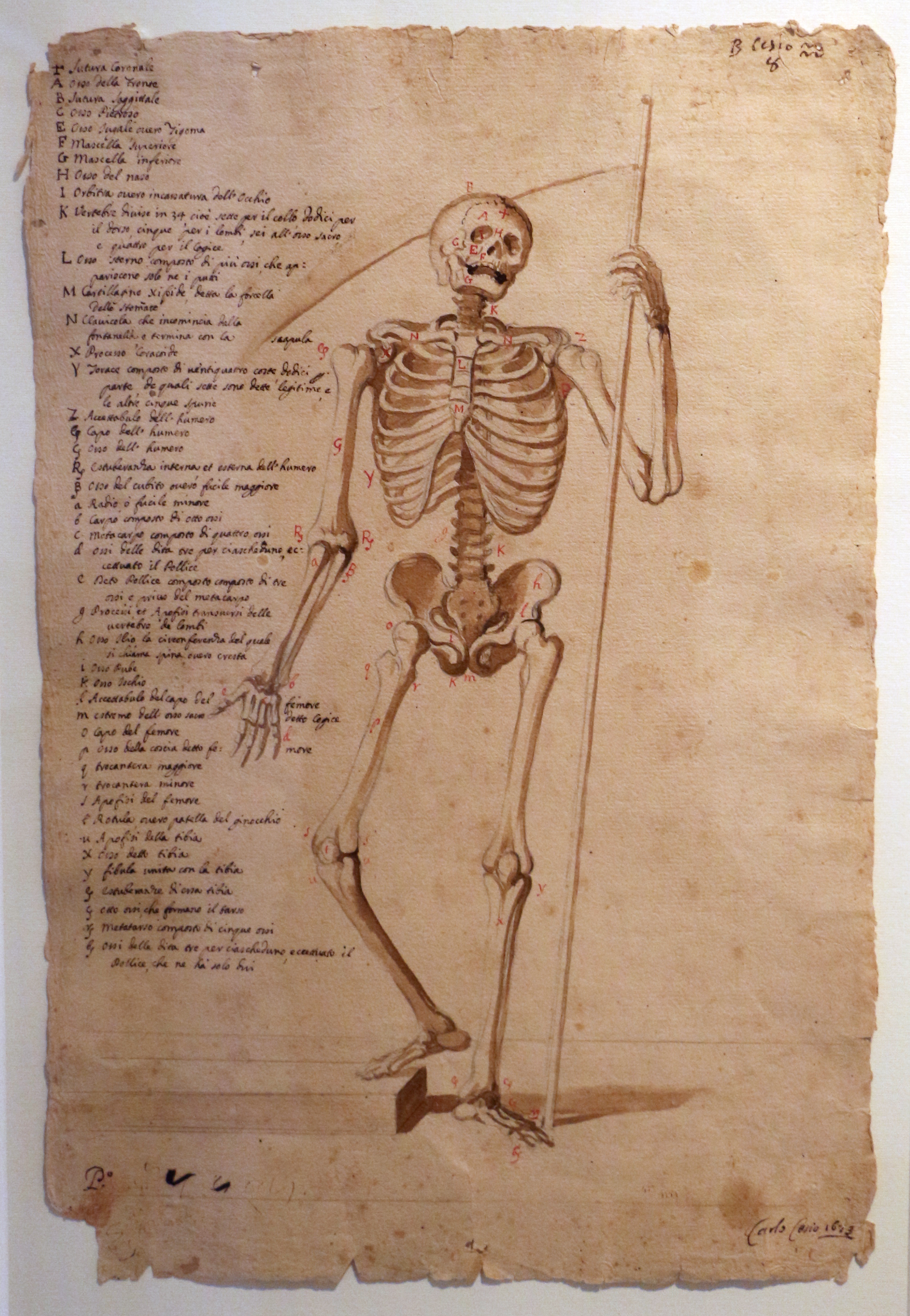
Рисунок к лекциям по анатомии. 1674. Бумага, перо, тушь. Академия Святого Луки, Рим
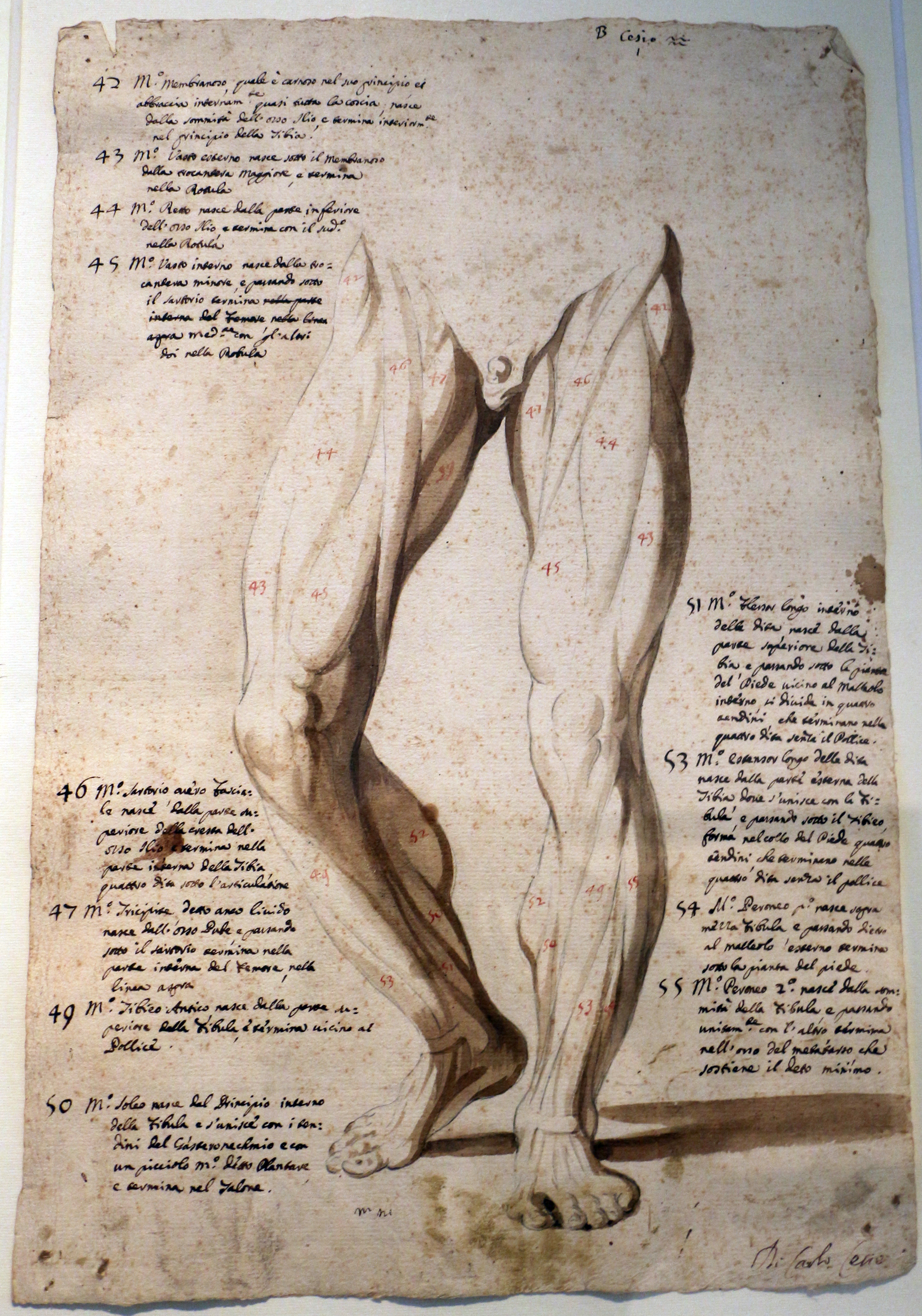
Анатомическая штудия. 1674. Бумага, перо, тушь. Академия Святого Луки, Рим
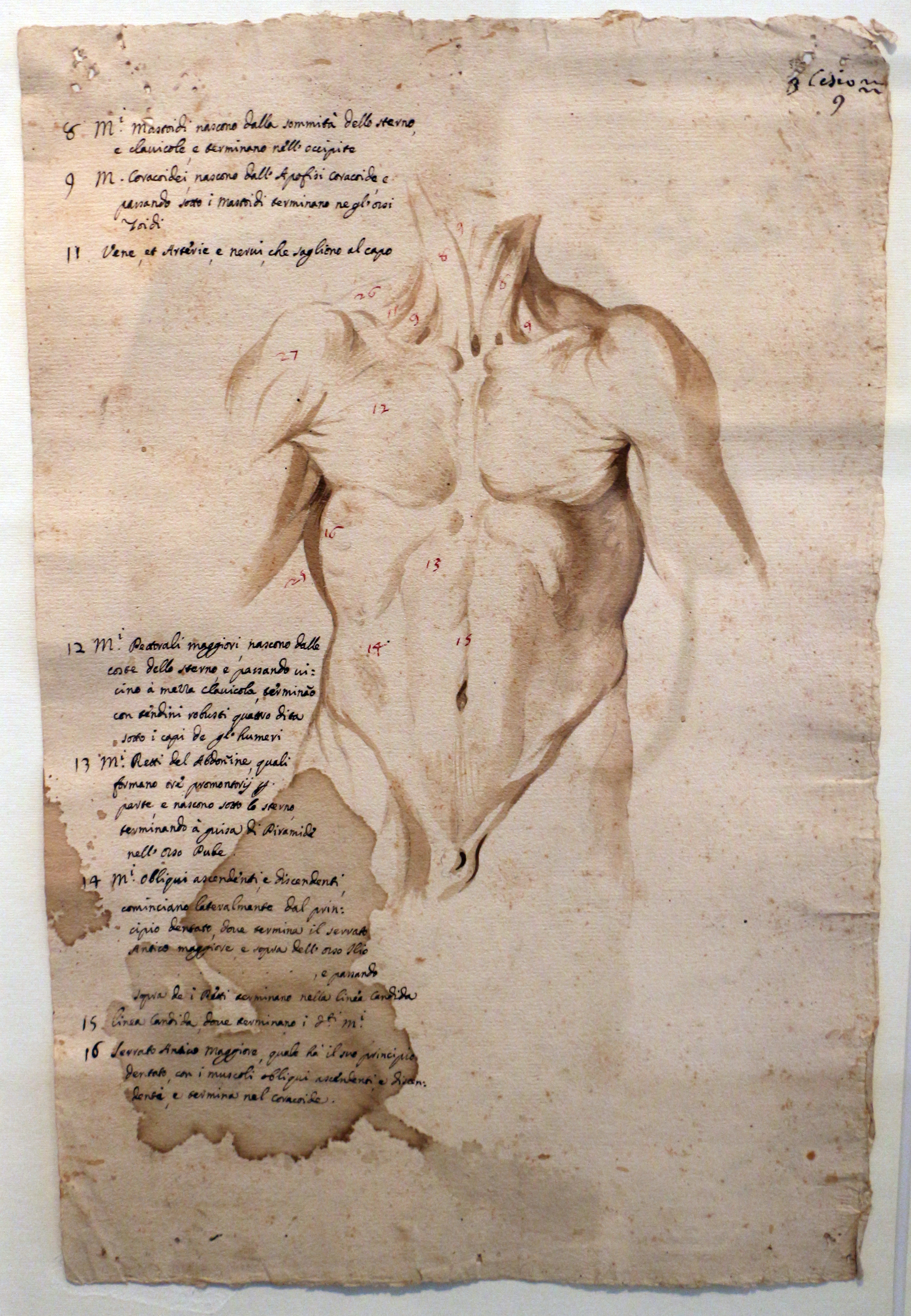
Анатомическая штудия. 1674. Бумага, перо, тушь. Академия Святого Луки, Рим

## «Жизнеописания» Пассери
Более важным, чем его живописные работы, считается рукописный сборник биографий художников, подобный знаменитым «Жизнеописаниям» Джорджо Вазари (1550), подготовленный Дж. Б. Пассери, но не опубликованный до 1772 года. Сочинение Пассери: «Жизнеописания живописцев, скульпторов и архитекторов, работавших в Риме и умерших между 1641—1673 годами» (Vite De Pittori Scultori ed Architetti Che Anno Lavorato in Roma Morti dal 1641 Fino al 1673 Di Giambattista Passeri Pittore e Poeta) до настоящего времени не утратило своего значения как важный источник информации о художественной жизни Рима XVII столетия.

## Художники, упомянутые в «Жизнеописаниях» Пассери
- Гвидо Убальдо Абатини
- Франческо Альбани
- Алессандро Альгарди
- Винченцо Арманно
- Франческо Баратта
- Джованни Франческо Барбьери
- Франческо Боромини
- Гверчино
- Луиджи Джентиле
- Катерина Джиннази
- Доменикино
- Джамбаттиста Каландра
- Андреа Камасси
- Джованни Анджело Канини
- Анджело Кароселли
- Джованни Ланфранко
- Питер ван Лар
- Мартино Лонги
- Джованни Миле
- Агостино Мителли
- Пьер Франческо Мола
- Франческо Моти
- Джузеппе Перони
- Никола Пуссен
- Пьетро да Кортона
- Джироламо Райнальди
- Гвидо Рени
- Сальватор Роза
- Джованни Франческо Романелли
- Андреа Сакки
- Агостино Тасси
- Пьетро Теста
- Алессандро Турки
- Джулиано Финелли
- Франческо Фьямминго
- Баччо Чарпи
- Микеланджело Черквоцци